# Умка (собака)
Умка — собака породы шпиц, принадлежащая Александру Лукашенко. Впервые появилась на публике 25 апреля 2020 года. С того времени активно сопровождает Лукашенко на международных и республиканских мероприятиях.

## Появления на публике
Впервые собака была представлена публике 25 апреля 2020 года во время субботника в Петриковском районе Гомельской области. По словам Александра Лукашенко, Умка появился у него случайно. Первоначально Умка был подарен не ему, но в итоге привязался именно к политику. Кличка шпица стала известна только спустя полтора месяца после первого появления, когда её раскрыла пресс-служба Лукашенко. До января 2021 года Умка редко появлялся в кадре. Впервые за долгое время он был замечен во время интервью Александра Лукашенко Наиле Аскер-заде. Во время записи собака находилась на столе с едой, в то время как люди принимали пищу. Этот эпизод вызвал широкие обсуждения и недоумение в обществе.
В мае 2021 года шпиц был замечен на неформальной встрече Александра Лукашенко с бывшим президентом Молдовы Игорем Додоном. В сентябре того же года Умка сопровождал президента на совместных белорусско-российских военных учениях «Запад-2021». В сентябре 2021 года он присутствовал на саммите ОДКБ и ШОС в Таджикистане, где его заметили в резиденции президента Эмомали Рахмона. В апреле 2022 года шпиц посетил дельфинарий во время визита Лукашенко на Дальний Восток, где был усажен на отдельное место для зрителей.
В сентябре 2022 года во время рабочего визита в Самарканд Умку перевозили в детской коляске. В декабре того же года его заметили в Царской ложе Большого театра в Москве. В январе 2023 года шпиц сопровождал Лукашенко в ОАЭ, где находился на столе во время встречи политика с бизнесменом Сергеем Тетериным. Позже Умка посетил Зимбабве.
26 января 2025 года во время визита Александра Лукашенко на избирательный участок по случаю президентских выборов Умка справил малую нужду на стену здания.

## Проблемы со здоровьем
С 2023 года внешность Умки претерпела заметные изменения. Многие наблюдатели отметили значительный набор веса у собаки. Ветеринарный специалист, проанализировавший фотографии шпица, высказал предположение, что причиной могло стать ожирение, повлиявшее на осанку и положение лап. Одним из возможных факторов увеличения массы тела могла быть кастрация, которая замедляет обменные процессы и снижает потребность организма в калориях. Также ветеринар отметил, что рацион собаки, вероятно, не подвергается строгому контролю. Из-за проблем с лишним весом у шпица появились затруднения с дыханием.

## Оценки
Белорусский портал Зеркало назвал Умку самой популярной собакой страны.